# Eupithecia yunnani
Eupithecia yunnani är en fjärilsart som beskrevs av András Vojnits 1976. Eupithecia yunnani ingår i släktet Eupithecia och familjen mätare. Inga underarter finns listade i Catalogue of Life.